# 信の世界に偽詐多く、疑の世界に真理多し
信の世界に偽詐多く、疑の世界に真理多し（しんのせかいにぎさおおく、ぎのせかいにしんりおおし）は福澤諭吉によって残された言葉。

## 概要
この言葉は学問のすゝめの15編で述べられていた言葉であった。世間の噂や周りの人々の意見を無批判に信じてはいけないということであった。独立の精神に基づく真理の探究とは、自明であると考えられている常識を疑うことから始めるため。
この言葉は性善説のように人のいうことを信じようというのとは逆に、世の中のほとんどのことを疑ってかかろうということであった。この方が真理が見つかるため。福澤は開国以来の日本では政府は様々な改革やインフラ整備を行い成功してきたのは、それまでの時代からの習慣となっていたことを疑ってみたからとしている。
当時の世の中の人々というのは、他人の言ったことや世間の風聞などを信じることで不幸になっているとのことであった。そうなっていた原因は、それらには真理が少なく嘘や欺瞞が多いためであった。文明の進歩というのはこれらに対して、実際の働きを詳細に検討して真実を発見することからくる。このため文明の源というのは疑から来るとのことであった。